# Irene Caba Alba
Irene Caba Alba (Buenos Aires, 25 d'agost de 1899-Madrid, 14 de gener de 1957) va ser una actriu de cinema i teatre, amb nacionalitat espanyola i argentina.

## Biografia
Va néixer a Argentina durant una gira dels seus pares, els actors Irene Alba i Manuel Caba Martínez; era neta de Pascual Alba, neboda de Leocadia Alba, germana de Julia Caba Alba i mare d'Irene, Julia i Emilio Gutiérrez Caba.
Va debutar l'any 1920 amb la companyia formada per la seva mare i Ricardo Simó-Raso, en el Teatre Cervantes de Madrid, representant la comèdia Fortunato', dels germans Álvarez Quintero.
Contreu matrimoni amb l'actor Emilio Gutiérrez, el 26 de juny de 1926 a l'església de Sant Sebastià de Madrid. D'aquesta unió naixeran els seus fills Irene, Julia i Emilio.
Debuta al cinema en 1936 a la pel·lícula El bailarín y el trabajador, de Luis Marquina. El seu èxit cinematogràfic es consolida durant els anys 40, mitjançant nombroses pel·lícules produïdes per CIFESA. Roman a la professió fins als seus últims dies, formant part de la companyia del Teatre Infanta Isabel de Madrid i triomfant amb obres, com ara El caso de la mujer asesinadita, Guillermo Hotel i ¡Sublime decisión!.

## Arbre genealògic
|                  |                  |                  |                  |                  |                  |             |             |                 |                 |                 |                 |                 |                 |                 |                 | Pascual Alba      | Pascual Alba      | Pascual Alba      | Pascual Alba      | Pascual Alba      | Pascual Alba      |                      |                      |                      |                      |                      |                      | Irene Abad      | Irene Abad      | Irene Abad           | Irene Abad           | Irene Abad           | Irene Abad           |                      |                      |                  |                  |                       |                       |                       |                       |                       |                       |  |  |
|                  |                  |                  |                  |                  |                  |             |             |                 |                 |                 |                 |                 |                 |                 |                 | Pascual Alba      | Pascual Alba      | Pascual Alba      | Pascual Alba      | Pascual Alba      | Pascual Alba      |                      |                      |                      |                      |                      |                      | Irene Abad      | Irene Abad      | Irene Abad           | Irene Abad           | Irene Abad           | Irene Abad           |                      |                      |                  |                  |                       |                       |                       |                       |                       |                       |  |  |
|                  |                  |                  |                  |                  |                  |             |             |                 |                 |                 |                 |                 |                 |                 |                 |                   |                   |                   |                   |                   |                   |                      |                      |                      |                      |                      |                      |                 |                 |                      |                      |                      |                      |                      |                      |                  |                  |                       |                       |                       |                       |                       |                       |  |  |
|                  |                  |                  |                  |                  |                  |             |             |                 |                 |                 |                 |                 |                 |                 |                 |                   |                   |                   |                   |                   |                   |                      |                      |                      |                      |                      |                      |                 |                 |                      |                      |                      |                      |                      |                      |                  |                  |                       |                       |                       |                       |                       |                       |  |  |
|                  |                  |                  |                  |                  |                  |             |             |                 |                 |                 |                 |                 |                 |                 |                 |                   |                   |                   |                   |                   |                   |                      |                      |                      |                      |                      |                      |                 |                 |                      |                      |                      |                      |                      |                      |                  |                  |                       |                       |                       |                       |                       |                       |  |  |
|                  |                  | Manuel Caba      | Manuel Caba      | Manuel Caba      | Manuel Caba      | Manuel Caba | Manuel Caba |                 |                 |                 |                 |                 |                 | Irene Alba      | Irene Alba      | Irene Alba        | Irene Alba        | Irene Alba        | Irene Alba        |                   |                   | Leocadia Alba        | Leocadia Alba        | Leocadia Alba        | Leocadia Alba        | Leocadia Alba        | Leocadia Alba        |                 |                 | José Alba            | José Alba            | José Alba            | José Alba            | José Alba            | José Alba            |                  |                  |                       |                       |                       |                       |                       |                       |  |  |
|                  |                  | Manuel Caba      | Manuel Caba      | Manuel Caba      | Manuel Caba      | Manuel Caba | Manuel Caba |                 |                 |                 |                 |                 |                 | Irene Alba      | Irene Alba      | Irene Alba        | Irene Alba        | Irene Alba        | Irene Alba        |                   |                   | Leocadia Alba        | Leocadia Alba        | Leocadia Alba        | Leocadia Alba        | Leocadia Alba        | Leocadia Alba        |                 |                 | José Alba            | José Alba            | José Alba            | José Alba            | José Alba            | José Alba            |                  |                  |                       |                       |                       |                       |                       |                       |  |  |
|                  |                  |                  |                  |                  |                  |             |             |                 |                 |                 |                 |                 |                 |                 |                 |                   |                   |                   |                   |                   |                   |                      |                      |                      |                      |                      |                      |                 |                 |                      |                      |                      |                      |                      |                      |                  |                  |                       |                       |                       |                       |                       |                       |  |  |
|                  |                  |                  |                  |                  |                  |             |             |                 |                 |                 |                 |                 |                 |                 |                 |                   |                   |                   |                   |                   |                   |                      |                      |                      |                      |                      |                      |                 |                 |                      |                      |                      |                      |                      |                      |                  |                  |                       |                       |                       |                       |                       |                       |  |  |
|                  |                  |                  |                  |                  |                  |             |             |                 |                 |                 |                 |                 |                 |                 |                 |                   |                   |                   |                   |                   |                   |                      |                      |                      |                      |                      |                      |                 |                 |                      |                      |                      |                      |                      |                      |                  |                  |                       |                       |                       |                       |                       |                       |  |  |
| Josefa Caba Alba | Josefa Caba Alba | Josefa Caba Alba | Josefa Caba Alba | Josefa Caba Alba | Josefa Caba Alba |             |             | Julia Caba Alba | Julia Caba Alba | Julia Caba Alba | Julia Caba Alba | Julia Caba Alba | Julia Caba Alba |                 |                 | Manuel Caba Alba  | Manuel Caba Alba  | Manuel Caba Alba  | Manuel Caba Alba  | Manuel Caba Alba  | Manuel Caba Alba  |                      |                      | Irene Caba Alba      | Irene Caba Alba      | Irene Caba Alba      | Irene Caba Alba      | Irene Caba Alba | Irene Caba Alba |                      |                      |                      |                      |                      |                      | Emilio Gutiérrez | Emilio Gutiérrez | Emilio Gutiérrez      | Emilio Gutiérrez      | Emilio Gutiérrez      | Emilio Gutiérrez      |                       |                       |  |  |
| Josefa Caba Alba | Josefa Caba Alba | Josefa Caba Alba | Josefa Caba Alba | Josefa Caba Alba | Josefa Caba Alba |             |             | Julia Caba Alba | Julia Caba Alba | Julia Caba Alba | Julia Caba Alba | Julia Caba Alba | Julia Caba Alba |                 |                 | Manuel Caba Alba  | Manuel Caba Alba  | Manuel Caba Alba  | Manuel Caba Alba  | Manuel Caba Alba  | Manuel Caba Alba  |                      |                      | Irene Caba Alba      | Irene Caba Alba      | Irene Caba Alba      | Irene Caba Alba      | Irene Caba Alba | Irene Caba Alba |                      |                      |                      |                      |                      |                      | Emilio Gutiérrez | Emilio Gutiérrez | Emilio Gutiérrez      | Emilio Gutiérrez      | Emilio Gutiérrez      | Emilio Gutiérrez      |                       |                       |  |  |
|                  |                  |                  |                  |                  |                  |             |             |                 |                 |                 |                 |                 |                 |                 |                 |                   |                   |                   |                   |                   |                   |                      |                      |                      |                      |                      |                      |                 |                 |                      |                      |                      |                      |                      |                      |                  |                  |                       |                       |                       |                       |                       |                       |  |  |
|                  |                  |                  |                  |                  |                  |             |             |                 |                 |                 |                 |                 |                 |                 |                 |                   |                   |                   |                   |                   |                   |                      |                      |                      |                      |                      |                      |                 |                 |                      |                      |                      |                      |                      |                      |                  |                  |                       |                       |                       |                       |                       |                       |  |  |
|                  |                  |                  |                  |                  |                  |             |             |                 |                 |                 |                 |                 |                 |                 |                 |                   |                   |                   |                   |                   |                   |                      |                      |                      |                      |                      |                      |                 |                 |                      |                      |                      |                      |                      |                      |                  |                  |                       |                       |                       |                       |                       |                       |  |  |
|                  |                  |                  |                  |                  |                  |             |             |                 |                 | Gregorio Alonso | Gregorio Alonso | Gregorio Alonso | Gregorio Alonso | Gregorio Alonso | Gregorio Alonso |                   |                   |                   |                   |                   |                   | Irene Gutiérrez Caba | Irene Gutiérrez Caba | Irene Gutiérrez Caba | Irene Gutiérrez Caba | Irene Gutiérrez Caba | Irene Gutiérrez Caba |                 |                 | Julia Gutiérrez Caba | Julia Gutiérrez Caba | Julia Gutiérrez Caba | Julia Gutiérrez Caba | Julia Gutiérrez Caba | Julia Gutiérrez Caba |                  |                  | Emilio Gutiérrez Caba | Emilio Gutiérrez Caba | Emilio Gutiérrez Caba | Emilio Gutiérrez Caba | Emilio Gutiérrez Caba | Emilio Gutiérrez Caba |  |  |
|                  |                  |                  |                  |                  |                  |             |             |                 |                 | Gregorio Alonso | Gregorio Alonso | Gregorio Alonso | Gregorio Alonso | Gregorio Alonso | Gregorio Alonso |                   |                   |                   |                   |                   |                   | Irene Gutiérrez Caba | Irene Gutiérrez Caba | Irene Gutiérrez Caba | Irene Gutiérrez Caba | Irene Gutiérrez Caba | Irene Gutiérrez Caba |                 |                 | Julia Gutiérrez Caba | Julia Gutiérrez Caba | Julia Gutiérrez Caba | Julia Gutiérrez Caba | Julia Gutiérrez Caba | Julia Gutiérrez Caba |                  |                  | Emilio Gutiérrez Caba | Emilio Gutiérrez Caba | Emilio Gutiérrez Caba | Emilio Gutiérrez Caba | Emilio Gutiérrez Caba | Emilio Gutiérrez Caba |  |  |
|                  |                  |                  |                  |                  |                  |             |             |                 |                 |                 |                 |                 |                 |                 |                 |                   |                   |                   |                   |                   |                   |                      |                      |                      |                      |                      |                      |                 |                 |                      |                      |                      |                      |                      |                      |                  |                  |                       |                       |                       |                       |                       |                       |  |  |
|                  |                  |                  |                  |                  |                  |             |             |                 |                 |                 |                 |                 |                 |                 |                 | José Luis Escolar | José Luis Escolar | José Luis Escolar | José Luis Escolar | José Luis Escolar | José Luis Escolar |                      |                      |                      |                      |                      |                      | Lourdes Navarro | Lourdes Navarro | Lourdes Navarro      | Lourdes Navarro      | Lourdes Navarro      | Lourdes Navarro      |                      |                      |                  |                  |                       |                       |                       |                       |                       |                       |  |  |
|                  |                  |                  |                  |                  |                  |             |             |                 |                 |                 |                 |                 |                 |                 |                 | José Luis Escolar | José Luis Escolar | José Luis Escolar | José Luis Escolar | José Luis Escolar | José Luis Escolar |                      |                      |                      |                      |                      |                      | Lourdes Navarro | Lourdes Navarro | Lourdes Navarro      | Lourdes Navarro      | Lourdes Navarro      | Lourdes Navarro      |                      |                      |                  |                  |                       |                       |                       |                       |                       |                       |  |  |
|                  |                  |                  |                  |                  |                  |             |             |                 |                 |                 |                 |                 |                 |                 |                 |                   |                   |                   |                   |                   |                   |                      |                      |                      |                      |                      |                      |                 |                 |                      |                      |                      |                      |                      |                      |                  |                  |                       |                       |                       |                       |                       |                       |  |  |
|                  |                  |                  |                  |                  |                  |             |             |                 |                 |                 |                 |                 |                 |                 |                 |                   |                   |                   |                   |                   |                   | Irene Escolar        |                      |                      |                      |                      |                      |                 |                 |                      |                      |                      |                      |                      |                      |                  |                  |                       |                       |                       |                       |                       |                       |  |  |

## Obres representades (selecció)

### Teatre
- Los chatos (1924), de Pedro Muñoz Seca.
- ¡Viva lo imposible! o el contable de estrellas (1939), de Joaquín Calvo Sotelo i Miguel Mihura.
- Las siete vidas del gato (1943), d'Enrique Jardiel Poncela.
- Tú y yo somos tres (1945), d'Enrique Jardiel Poncela.
- Guillermo Hotel (1945), d'Antonio Lara.
- Tánger (1945), de Joaquín Calvo Sotelo.
- Arsénico y encaje antiguo (1945), de Joseph Kesselring.
- Diario íntimo de la tía Angélica (1946), de José María Pemán
- Retorcimiento (1948), d'Antonio Lara.
- La condesa de la banda (1950), de Manuel Halcón.
- Mariquilla Terremoto (1950), dels germans Álvarez Quintero.
- Milagro en la Plaza del Progreso (1953), de Joaquín Calvo Sotelo.
- La venda en los ojos (1954), de José López Rubio.
- La ratera (1954), d'Agatha Christie.
- ¡Sublime decisión! (1955), de Miguel Mihura.
- La canasta (1955), de Miguel Mihura.
- Testigo de cargo (1956) d'Agatha Christie.
- Un trono para Cristi (1956), de José López Rubio.

### Cinema
- El bailarín y el trabajador (1936), de Luis Marquina.
- Madre Alegría (1937), de José Buchs.
- Il peccato di Rogelia Sanchez (1940), de Carlo Borghesio.
- ¡A mí no me mire usted! (1941), de José Luis Sáenz de Heredia.
- Boda en el infierno (1942), de Antonio Román.
- Te quiero para mí (1944), de Ladislao Vajda.
- El clavo (1944), de Rafael Gil.
- Las inquietudes de Shanti Andía (1947), d'Arturo Ruiz Castillo.
- La fe (1947), de Rafael Gil.
- La calle sin sol (1948), de Rafael Gil.
- El huésped de las tinieblas (1948), d'Antonio del Amo.
- La niña de Luzmela (1950), de Ricardo Gascón.
- Jeromín (1953), de Lluís Lúcia.
- Viento del norte (1954), d'Antoni Momplet.
- ¿Crimen imposible? (1954), de César Fernández Ardavín.
- La gran mentira (1956), de Rafael Gil.
- La ironía del dinero (1957), d'Edgar Neville i Guy Lefranc.